# Salvia bernardina
Salvia bernardina är en kransblommig växtart som först beskrevs av Samuel Bonsall Parish och Greene (pro. sp..  Salvia bernardina ingår i släktet salvior, och familjen kransblommiga växter. Inga underarter finns listade i Catalogue of Life.